# Aeroporto di Trento-Mattarello
L'aeroporto di Trento-Mattarello, anche noto come aeroporto Gianni Caproni – Trento (ICAO: LIDT), è un aeroporto aperto al traffico aereo turistico nazionale e comunitario. Viene utilizzato per aerei da turismo, alianti ed elicotteri. È sede del Nucleo elicotteri della provincia autonoma di Trento.

## Storia
Il primo aeroporto della città di Trento venne costruito a Gardolo nel 1914, dall'Esercito Austroungarico. Venne usato anche per scopi militari, durante le due Guerre Mondiali, ed ospitò una delle sedi dell'azienda Caproni. Nel 1969 venne trasferito nella sua collocazione attuale, a sud di Trento.

## Descrizione

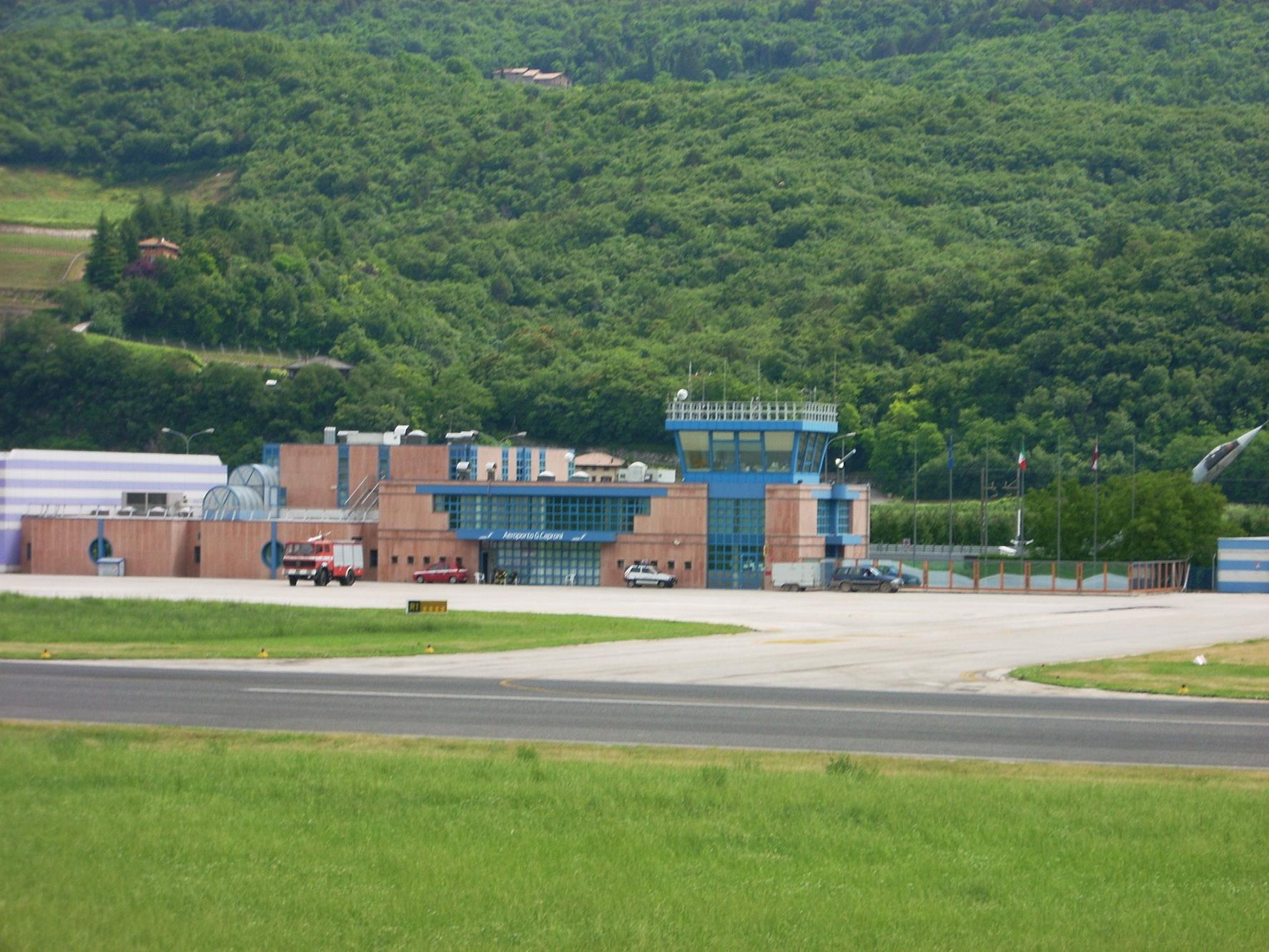
Torre di controllo dell'aeroporto

L'aeroporto dispone di una pista con orientamento Nord-Sud (pista 36 e 18), lunga 1300 m.
Opera con servizi di trasporto privato di passeggeri, di trasporto merci (fino ad un massimo di circa 600 kg) e di trasporto medico sanitario, collegato a tutte le piste europee con un aeromobile Piper Cheyenne III A 720.
L'aeroporto ospita il museo dell'aeronautica Gianni Caproni e la sede del Nucleo elicotteri della provincia autonoma di Trento.

## Situazione attuale
Nell'aprile del 2000 un referendum, promosso dai Verdi, espresse un parere negativo all'apertura dell'Aeroporto Caproni al traffico commerciale, progetto che venne accantonato anche in virtù della dubbia economicità dell'operazione.
Nel 2017 è stato approvato un progetto di allungamento e riasfaltatura della pista fino a 1300 metri, con 300 metri addizionali di stopway.

### Elisuperfici provinciali finalizzate al soccorso

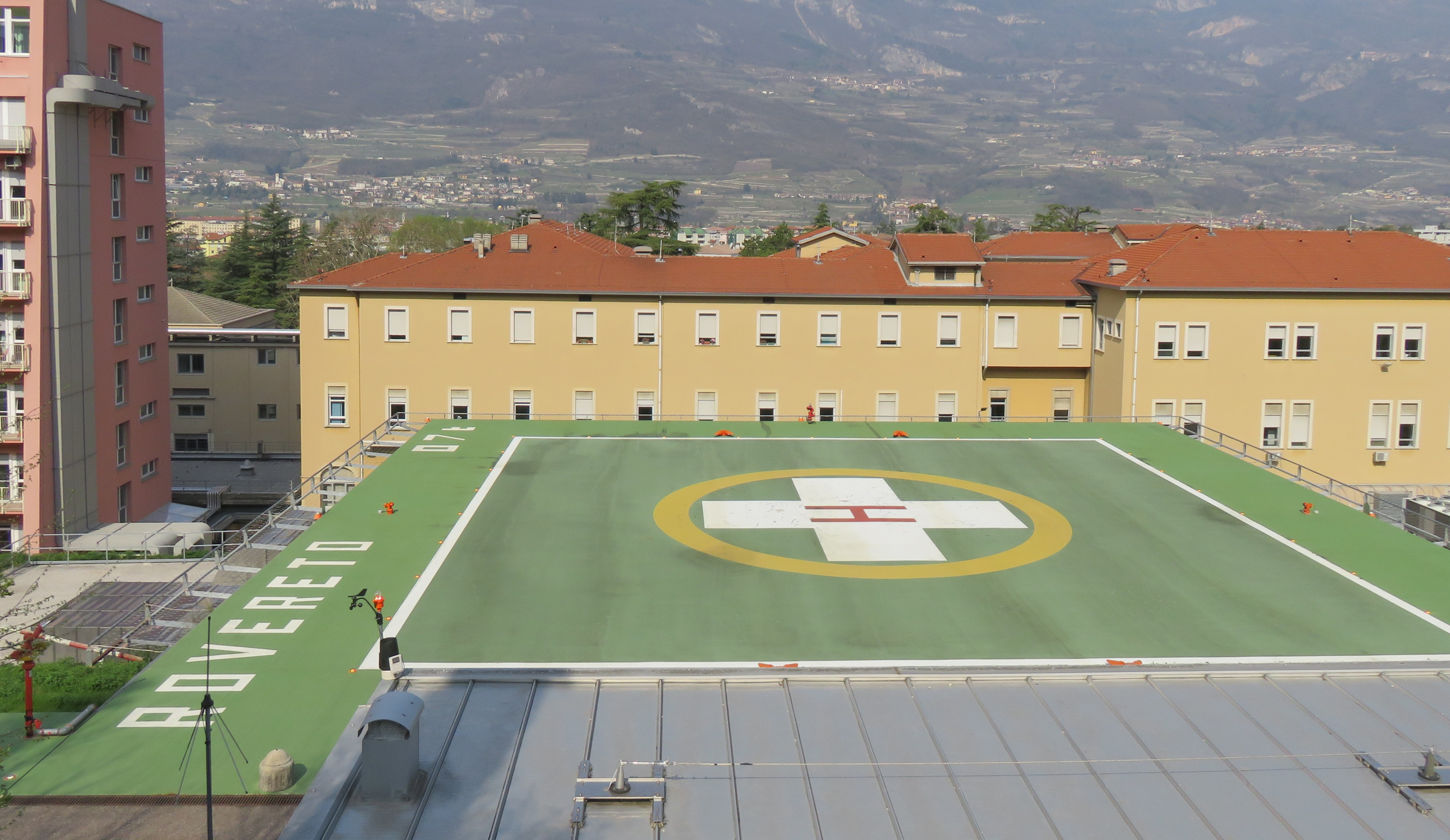
Eliporto dell'Ospedale Santa Maria del Carmine di Rovereto

Dal 2010, la provincia autonoma di Trento ha delegato alla società aeroporto G. Caproni Spa la gestione di altre elisuperfici provinciali, finalizzate al soccorso sanitario e alla protezione civile.
Attualmente le elisuperfici ospedaliere provinciali finalizzate al soccorso sono collegate ai seguenti ospedali:
- Ospedale di Trento
- Ospedale di Rovereto
- Ospedale di Cles
- Ospedale di Cavalese
- Ospedale di Tione
- Ospedale di Borgo Valsugana
- Ospedale di Arco.

## Servizi
L'aeroporto ospita i normali servizi aeroportuali, un hotel e un ristorante. È inoltre dotato di un parcheggio coperto e gratuito per autoveicoli.